# South-Arm-Halbinsel
Die South-Arm-Halbinsel (englisch South Arm Peninsula) ist eine Halbinsel im Südosten der australischen Insel Tasmanien, die rund 23 Kilometer südöstlich von Hobart liegt. 
Sie gehört zur Local Government Area Clarence City und erstreckt sich über etwa 21 Kilometer in Nord-Süd-Richtung und ungefähr 18 Kilometer in Ost-West-Richtung.
Mit der Hauptinsel Tasmanien ist sie im Norden der Halbinsel, bei der Kleinstadt Lauderdale, verbunden. Zugleich ist dies die größte Siedlung der Halbinsel. Die South-Arm-Halbinsel hat die Form eines L, dessen westliches Ende in der Mündung des Derwent River, gegenüber der Stadt Kingston und unmittelbar südlich der Innenstadt von Hobart liegt.
Neben Lauderdale gibt es noch die Siedlungen Sandford, Cremorne, Clifton Beach, South Arm und Opossum Bay. Höchste Erhebung ist der Mount Augustus südlich von Sandford.
Im Osten grenzt die Halbinsel an die Frederick Henry Bay und bildet bei Cremorne und Clifton Beach eine Lagune, die Pipe Clay Lagoon. Der westliche Schenkel des L schließt die Ralphs Bay ein, die sich zum Derwent River hin öffnet. Südlich wird die Halbinsel durch die Storm Bay begrenzt. Dort liegt auch die unbewohnte Insel Betsay Island.
Der South Arm Highway (B33) erschließt die Halbinsel auf ihrer gesamten Länge.